# Sint-Servaaskapel (Kelpen-Oler)
De Sint-Servaaskapel is een kapel in Kelpen-Oler in de Nederlandse gemeente Leudal. De kapel staat aan de Hunselerdijk niet ver van het Kanaal Wessem-Nederweert op ruim anderhalve kilometer ten zuiden van het dorp. Op ongeveer anderhalve kilometer naar het zuidoosten ligt Grathem.
De kapel was vroeger gewijd aan de heilige Servaas van Maastricht, later aan Onze-Lieve-Vrouw van Zeven Smarten en nog later aan de Onze-Lieve-Vrouw van de Onbevlekte Ontvangenis.

## Geschiedenis
In 1923 moest de oude Sint-Servaaskapel, opgedragen aan de heilige Servaas van Maastricht, wijken toen het kanaal werd gegraven. Een stukje verderop werd de kapel herbouwd door het echtpaar Huyten-Joosten om zo genezing af te smeken voor hun ernstig zieke dochter. In de kapel werd een houten beeldje van Onze-Lieve-Vrouw van Zeven Smarten geplaatst.
Na de Tweede Wereldoorlog werd het Mariabeeldje gestolen en werd er een beeldje van Onze-Lieve-Vrouw van de Onbevlekte Ontvangenis in de kapel geplaatst.

## Gebouw
De bakstenen kapel is opgetrokken op een rechthoekig plattegrond en wordt gedekt door een verzonken zadeldak met pannen. In de zijgevels is elk een rechthoekig venster aangebracht en onder dakrand een muizentandlijst. De frontgevel en achtergevel zijn een puntgevel met schouderstukken en verbrede aanzet. Op de top van de achtergevel is een piron geplaatst, op de voorgevel een smeedijzeren kruis. Op de hoeken van de frontgevel zijn ronde halfhoge zuiltjes geplaatst van bakstenen die verticaal gemetseld zijn. De frontgevel bevat de rondboogvormige toegang van de kapel met rondom bakstenen siermetselwerk, die wordt afgesloten met een groene dubbele rechthoekige deur met vensters. Boven de deur bevindt zich een timpaan met vroeger daarop de tekst h. Maria Onbevlekte Ontvangenis Bidt voor ons.
Van binnen is de kapel gepleisterd. Op het altaar staat een Mariabeeld van het Lourdestype.